# Sarbia antias
Sarbia antias är en fjärilsart som beskrevs av Felder 1859. Sarbia antias ingår i släktet Sarbia och familjen tjockhuvuden. Inga underarter finns listade i Catalogue of Life.